# Побутовий провулок (Київ)
Побуто́вий прову́лок — зниклий провулок, що існував у Подільському районі міста Києва, місцевість Вітряні гори. Пролягав від вулиці Собінова до Межової вулиці.

## Історія
Провулок виник в 1-й половині XX століття під назвою 221-а Нова вулиця. Назву Побутовий провулок отримав 1944 року. Ліквідований у зв'язку зі зміною забудови в 2-й половині 1970-х років.